# Махукона
Махукона — занурений щитовий вулкан розташований на північно-західній частині острову Гаваї. Кораловий риф на глибині близько 1150 м та великий розрив схилу на глибині 1340 м являють собою стару берегову лінію. 
На вершині вулкана - кальдера округлої форми. На захід простягається помітна рифтова зона. Друга рифтова зона, ймовірно, простягалася на схід, але була похована молодшими вулканами.
Головний етап вулканізму при утворенні щита завершився орієнтовно 470 тис. років тому. Вершина щитового вулкана колись досягала 250 м над рівнем моря, але опустилася нижче рівня моря між 435 тис. та 365 тис. роками тому. 
Махукона є найстарішим вулканом, який утворює острів Гаваї. 
Дослідження території вулкана за допомогою підводного човна з дистанційним керуванням було проведено у 2001 році Дослідницьким інститутом акваріумів у Монтерей-Бей .
Вулкан отримав назву на честь територій, відомої як Махукона, яка знаходиться  на березі острова Гаваї, на північному сході. 